# Jean-Michel Alberola
Jean-Michel Alberola (Saïda Frans-Algerije, 1953) is een Frans kunstenaar, schilder, beeldhouwer, filmmaker en schrijver. Sinds 1991 is hij verbonden aan de École nationale supérieure des beaux-arts te Parijs. Hij signeert zijn werk met 'Actéon dixit' (Actéon heeft gezegd), 'Actéon fecit' (Actéon heeft gemaakt), 'Actéon invenit' (Actéon heeft gevonden) of 'Actéon pinxit' (Actéon heeft geschilderd), een verwijzing naar Actaeon, een jager uit Boeotië, bekend uit de Griekse mythologie.
Zijn werk werd voor de eerste maal geëxposeerd in 1982 in het ARC (Animation, Recherche, Confrontation), het departement voor hedendaagse kunst van het musée d'art moderne de la ville de Paris (Museum voor moderne kunst van de stad Parijs). Een belangrijk deel van zijn oeuvre ontwikkelde hij begin jaren tachtig op basis van Bijbelse (Susanna en de ouderlingen) of mythologische iconografie (Diana en Actaeon), onder invloed van Manet, Tintoretto, Velázquez en Veronese. Zijn werk wordt tentoongesteld in diverse galeries en musea in Frankrijk en in het buitenland.,
In 1999 ontwierp hij een grote lichtkoepel met zenith voor de Stadsschouwburg van Kortrijk.
Hij maakte twee documentaires over Japanse rijstboeren in een gehucht op 300 kilometer benoordwesten Tokyo, Koyamaru, l’hiver et le printemps (2009) en Koyamaru, l’été et l’automne (2010).
- Bibliothèque nationale de France: cb121784274 (data)
- Gemeinsame Normdatei: 11918950X
- International Standard Name Identifier: 0000 0001 1780 138X
- Library of Congress Control Number: n84090042
- Nationale Bibliotheek van Tsjechië: jx20110330001
- Nationale Bibliotheek van Israël: 987007574495705171
- Nederlandse Thesaurus van Auteursnamen: 073268453
- PIC: 310004
- RKD-Nederlands Instituut voor Kunstgeschiedenis: 881
- Système universitaire de documentation: 030351200
- Union List of Artist Names: 500089441
- Virtual International Authority File: 112995330
- WorldCat: E39PBJbRdpVPQpqG7Pv68F48YP